# Onfroi de Vieilles
Onfroi (oder Umfrid) de Vieilles († um 1050), war der Herr der Honneur de Beaumont, einer der wichtigsten Gruppe von Gütern in der westlichen Normandie.

## Biografie
Seine Herkunft ist in der Wissenschaft umstritten. Er war der Enkel von Torf (oder Turolf), den einigen Historiker mit Turstin dem Reichen gleichsetzen, dem Schwiegervater von Robert dem Dänen, Graf von Évreux, andere als Stammvater des Hauses Harcourt sehen. Nach beiden Hypothesen ist Onfroi skandinavischer Herkunft.
Neben Beaumont besaß er über die gesamte Normandie verstreute Güter: im Cotentin, im Hiémois, im Pays d’Auge, am Unterlauf der Seine (Vatteville-la-Rue), im Évrecin (Normanville) und im Vexin normand (Bouafles). Dieser Besitz stammt aus Zuweisungen des Herzogs Richard II. oder aber auch aus ehemaligem Eigentum der Kirche. Die Honneur de Beaumont zum Beispiel bestand aus dem Vermögen der Abtei von Bernay. Die Güter rund um Pont-Audemer hingegen stammten aus dem Erbe seiner Vorfahren.
1034 gründete er mit Unterstützung der Abtei Saint-Wandrille das Männerkloster Saint-Pierre de Préaux wenige Kilometer von Pont-Audemer entfernt. Korrekter wäre es, zu sagen, dass er eine bestehende, aber heruntergekommene Abtei wieder in ihren alten Zustand brachte.
Während der Minderjährigkeit des Herzogs Wilhelm II., des späteren Eroberers Englands, wurden die Güter Onfrois von Roger I. de Tosny, dem Inhaber der Honneur Conches, angegriffen. Um 1040 kam es zwischen den beiden Parteien zur Schlacht, auf der einen Seite stand Onfrois Sohn Roger de Beaumont, auf der anderen Roger de Tosny. In dieser Schlacht fanden sowohl Roger de Tosny als auch seine beiden ältesten Söhne den Tod.

## Nachkommen
Söhne Onfrois sind:
- Robert, der von Roger de Clères ermordet wurde[5];
- Roger de Beaumont genannt le Barbu (der Bärtige; † 1094), der Nachfolger seines Vaters.

Weitere mögliche Kinder Onfrois sind:
- Guillaume de Beaumont, Mönch in Saint-Pierre in Préaux
- Dumelme de Vieilles, Nonne in Saint-Léger de Préaux.

Siehe auch: Haus Beaumont